# Wiesensteig
Wiesensteig är en stad i Landkreis Göppingen i regionen Stuttgart i Regierungsbezirk Stuttgart i förbundslandet Baden-Württemberg i Tyskland.
Staden ingår i kommunalförbundet Oberes Filstal tillsammans med  kommunerna Drackenstein, Gruibingen, Hohenstadt och Mühlhausen im Täle.